# Dymitr Markiewicz
Dymitr Markiewicz, ps. Dżimek (ur. 14 listopada 1942) – polski muzyk, kompozytor i aranżer jazzowy, grający na puzonie. Przedstawiciel i popularyzator jazzu tradycyjnego (jazz nowoorleański, dixieland, jazz chicagowski, swing).
Jego pierwotnym instrumentem w liceum muzycznym był fagot.
 Fascynację jazzem tradycyjnym wzbudziła w nim kompozycja Bixa Beiderbecke Sorry.
W latach 1970–2012 mieszkał w Szwecji (w Helsingborgu) oraz okresowo w Tajlandii (w Prachuap Khiri Khan).
Współpracował z Hansem Carlingiem i jego jazzową rodziną. Zainspirował Gunhild Carling do gry na puzonie.

## Zespoły jazzowe
- Warszawscy Stompersi[5]
- Ragtime Jazz Band[6], z którym wystąpił m.in. w 1965 roku na Międzynarodowym Festiwalu Jazzowym Jazz Jamboree w Warszawie oraz Skånefestivalen 65[7] w Malmö, gdzie poznał Louisa Armstronga i Hansa Carlinga[1][8][9]
- Polish-Swedish Connection[10][11]
- New Cooling’s Jazzmen (1984)
- Dansk-Svensk Jazzforsyning[11]
- Maritime Stompers[11]
- Paul and His Gang (1990–)[12]
- Malmö Jazz Kings (2002–?)[13][14]
- Hagaw
- Five O’Clock Orchestra (2011–?)[3]
- Dymitr Markiewicz and His All Stars (2017)[15]
- The Warsaw Dixielanders (2021–2023)[16][17][18]
- The Dixie Fellows – Warszawski Zespół Jazzu Tradycyjnego (2023–)[18][19][11]

## Wybrane kompozycje
- Kas Bil Rag
- Madras
- Ragtime’owy chłopiec
- Bonga bonga
- Beczka śmiechu
- Jubileusz
- Mr. Carling
- Tamarind Girl
- Coco 51
- Gunhild

## Wybrana dyskografia
- Warsaw Stompers – New Orleans Stompers (Polish Jazz Vol. 1) (1965, Polskie Nagrania „Muza”) [20]
- The Ragtime Jazz Band – The Ragtime Jazz Band (Polish Jazz Vol. 7) (1966, Polskie Nagrania „Muza”)
- Paul And His Gang Feat Kiki Desplat – Futuristic Rhythm (1993, Sittel)
- Paul And His Gang – Take Your Tomorrow (And Give Me Today) (1997, Stomp Off Records)
- Dansk-Svensk Jazzforsyning – Live At Femø (1998, Music Mecca)
- Paul And His Gang – Modernistic Jazz Of The Twenties (2001, Hot House)
- Ragtime Jazz Band with Carling’s Family – Coco 51 (2009, Bix Company Thailand)[21]
- Five O'Clock Orchestra, Janusz Szrom – Jubilee (2015, Polskie Stowarzyszenie Jazzu Tradycyjnego)
- Dżimek Markiewicz – My Best Recordings with Various Orchestras (2024)[11]

## Nagrody
- Pierwsza (w historii tej nagrody) Złota Tarka (jako członek zespołu Ragtime Jazz Band, 1965) – wręczona na II Festiwalu „Jazz nad Odrą”[22][23]
- XI Honorowy Swingujący Kruk (indywidualnie, 2017) – wręczony na Festiwalu Jazzu Tradycyjnego „Hot Jazz Spring”[24][25][2].

## Odsyłacze zewnętrzne
- Dymitr Markiewicz w Katalogu Polskich Płyt Gramofonowych
- discogs.com – Dymitr Markiewicz’s discography (ang.)
- discogs.com – Dimitri Markiewicz’s discography (ang.)
- Warsaw Stompers – Kas Bil Rag [Official Audio]
- Warsaw Stompers – Madras [Official Audio]
- Ragtime Jazz Band – Ragtime'owy chłopiec [Official Audio]
- Ragtime Jazz Band – Bonga, bonga [Official Audio]
- Ragtime Jazz Band – Beczka śmiechu [Official Audio]
- Ragtime Jazz Band – Jubileusz [Official Audio]
- Ragtime Jazz Band – Mr. Carling [Official Audio]